# Maharadjahens Yndlingshustru I
|  | Denne artikel er oprettet af botten PalnaBot ud fra en ekstern database. Den kan derfor have sproglige fejl eller mangler. Denne skabelon kan fjernes efter kontrol af indholdet. |

Maharadjahens Yndlingshustru I er en film instrueret af Robert Dinesen efter manuskript af Svend Gade.

## Handling
Ved et europæisk badested træffer den smukke officersdatter Elly von Langen en elegant indisk maharajah og forelsker sig i ham. Hun har netop afslået et frieri fra fætteren, løjtnant Kuno von Falkenberg. I hemmelighed flygter hun med maharajahen til Indien. Her indlemmes hun til sin fortrydelse i hans harem, og selvom hun får status af yndlingshustru, har hun ikke sin frihed. Nogen tid efter kommer von Falkenbergs skib til Indien, og søofficererne inviteres til maharajahens palads. Da Elly genkender fætteren, bønfalder hun ham først om at blive befriet. Da maharajahen imidlertid giver hende lov til selv at vælge og indirekte giver hende et bevis på sin store kærlighed, beslutter hun sig i sidste øjeblik til at blive hos ham.